# Ryder Gletsjer
Der Ryder Gletsjer ist ein Auslassgletscher in Knud Rasmussen Land im Norden Grönlands. Er ist nach dem dänischen Seeoffizier Carl Ryder benannt, der 1891/92 das Fjordsystem des Scoresbysunds erforschte.

## Geografie und Glaziologie

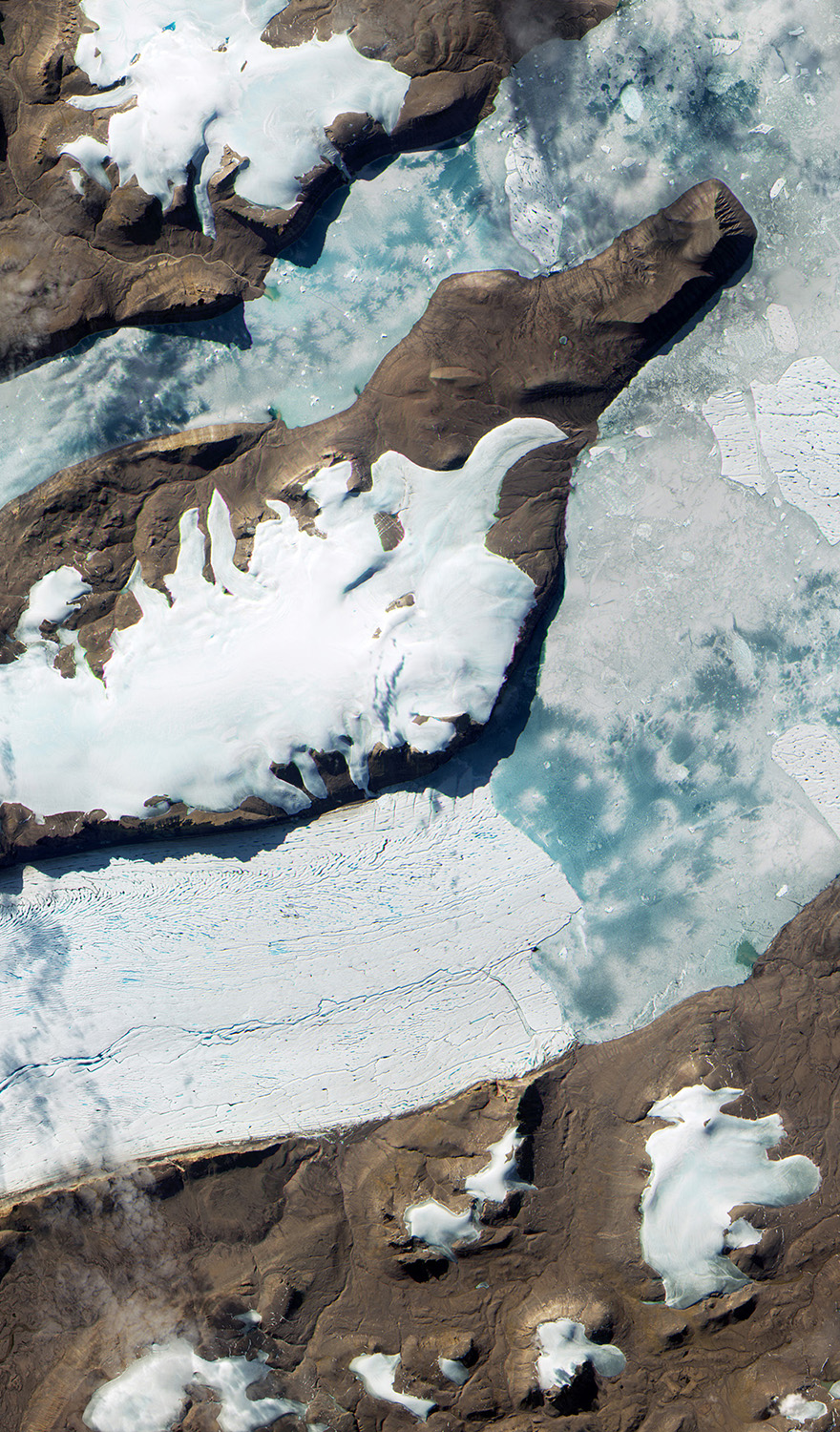
Gletscherkante des Ryder Gletsjers (2015)

Der Ryder Gletsjer nimmt seinen Anfang am Rand des Grönländischen Inlandeises in 1000 m Höhe und hat seine 9 km breite Gletscherfront mehr als 80 km nördlich im Sherard Osborn Fjord, an der Westseite des Wulff Land. Ein zweiter, 4 km breiter westlicher Strom endet im Fjord zwischen Permin Land and Warming Land. Die letzten 30 km des Hauptstroms schwimmen als Eiszunge auf dem Wasser des Sherard Osborn Fjords. Ein markanter Eiskamm am Beginn des Fjords rührt wahrscheinlich von einem subglazialen Grat des Grundgesteins her. Oberhalb des Kamms bildet der Gletscher ein Plateau mit sehr geringem Gefälle, das zahlreiche Schmelzwasserseen aufweist.
Der Ryder Gletsjer hat ein Einzugsgebiet von 28.300 km, was 1,7 % der Fläche des Grönländischen Eisschilds entspricht. Seine durchschnittliche Fließgeschwindigkeit beträgt etwa 500 Meter pro Jahr. Der Gletscher hat in der Vergangenheit zahlreiche Eisberge gekalbt, von denen viele über 5 km lang sind und deren Drift sich über Jahrzehnte verfolgen lässt.
Zwischen 1917, als der dänische Polarforscher Lauge Koch den Gletscher während der Zweiten Thule-Expedition erstmals vermaß, und 1956 verlor der Gletscher 75 % seiner Eiszunge. Seit 1990 dehnt sie sich wieder aus. Dieser Prozess wurde durch einen „Mini-Surge“ im Herbst 1995 beschleunigt, als der Ryder Gletsjer seine Geschwindigkeit für sieben Wochen mehr als verdreifachte. Im Zeitraum von 2000 bis 2010 nahm die Fläche des Gletschers um 4,6 km² zu.